# Matana Roberts

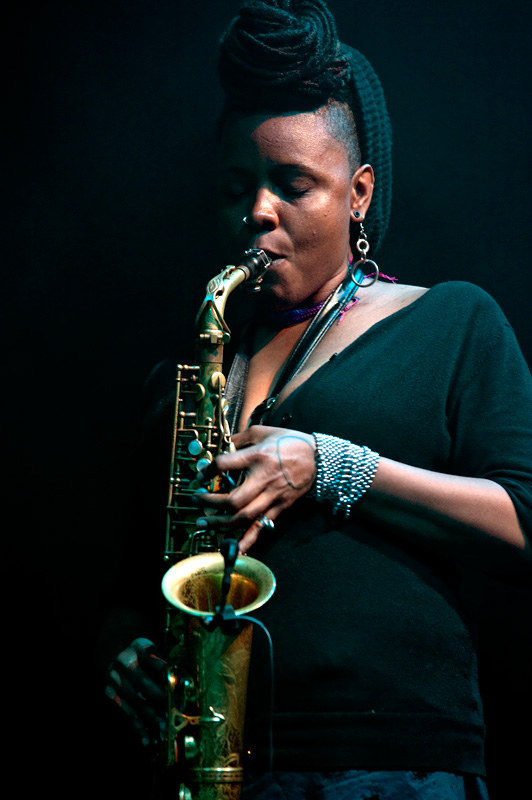
Matana Roberts (Moers Festival 2010)

Matana Roberts (* 1975 in Chicago) ist eine US-amerikanische Jazzmusikerin (Altsaxophon, Klarinette, Gesang), Liedtexterin und Komponistin des Modern Creative.

## Leben und Wirken

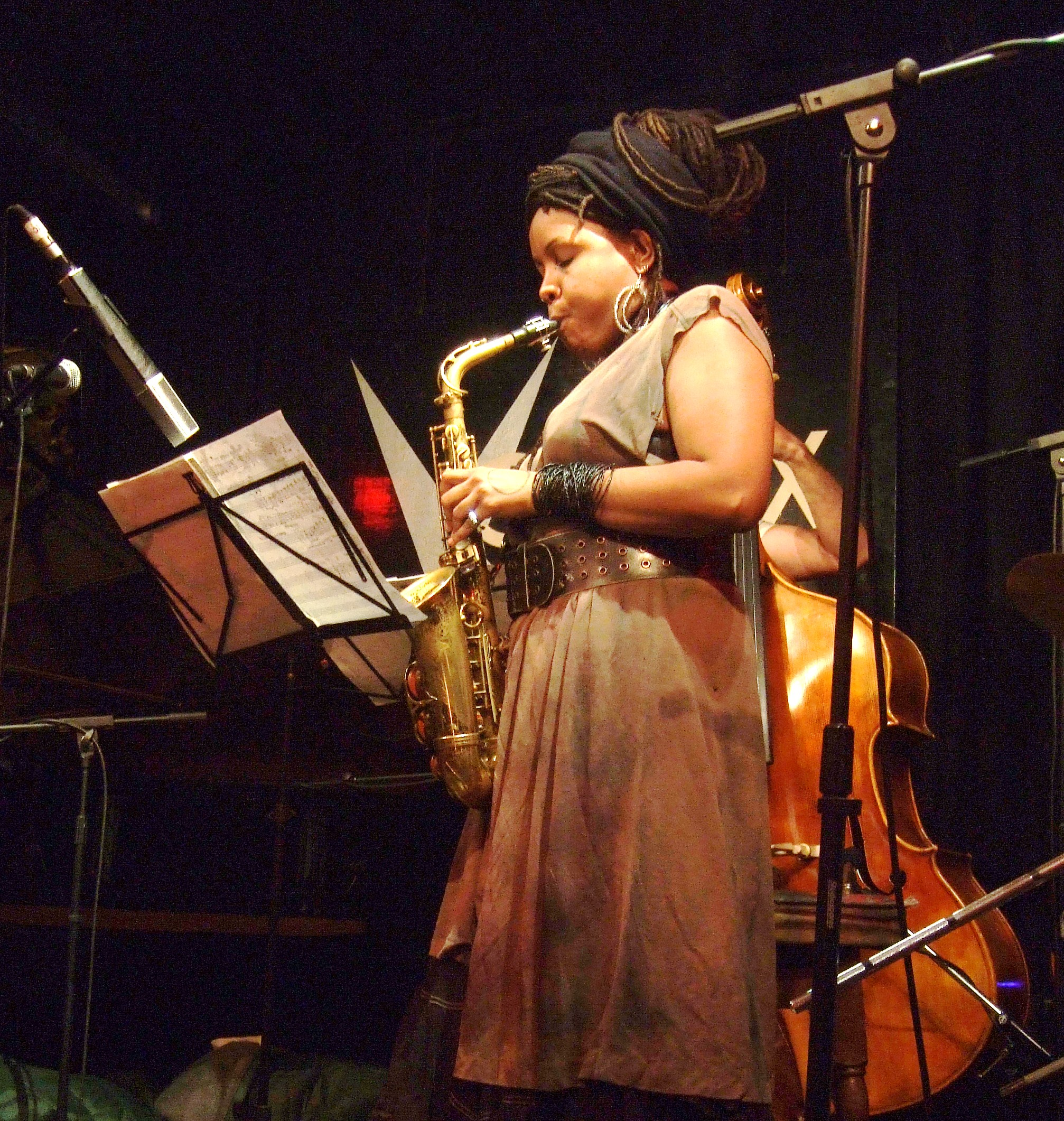
Matana Roberts bei einem Auftritt im Vortex Jazz Club, London (2009)

Roberts wuchs in Chicagos South Side auf und lernte als Jugendliche klassisches Klarinettenspiel. Bereits als Kind machte ihr Vater sie mit der Musik Sun Ras und Albert Aylers bekannt. Sie wurde  Mitglied des Association for the Advancement of Creative Musicians (AACM).
Zu ihren Mentoren gehörten Von Freeman und Fred Anderson, in dessen Club sie erste Auftritte mit ihrem Trio Sticks and Stones hatte, das sie mit dem Bassisten Josh Abrams und dem Schlagzeuger Chad Taylor gründete und mit dem sie 2002 ein erstes Album vorlegte.
2002 zog sie nach New York und wirkte Mitte der 2000er Jahre in Montréal in verschiedenen Experimental-Projekten und Gruppen, wie Godspeed You! Black Emperor (Yanqui U.X.O) und A Silver Mt. Zion (Kollaps Tradixionales) mit. Ferner arbeitete sie mit Oliver Lake, Julius Hemphill, Myra Melford, Jayne Cortez, Steve Lacy, Eugene Chadbourne, Henry Grimes, Nicole Mitchell, Robert Barry, Joe Maneri, Miya Masaoka und Ralph Alessi sowie mit Tanzprojekten von Merce Cunningham und Savion Glover, mit dem sie an einem Tribut für John Coltrane und Eric Dolphy arbeitete. 2007 gastierte sie mit ihrer Band aus Josh Abrams (Bass), Jeff Parker (Gitarre) und Frank Rosaly (Schlagzeug) auf dem Londoner Jazzfestival. 2008 entstand ihr Album The Chicago Project. Auf dem von Vijay Iyer produzierten Album spielte sie mit Mitgliedern der Post-Rock-Bands Prefuse 73 und Tortoise sowie mit Fred Anderson.
Mit ihrem eigenen Multimedia-Projekt Coin Coin vereinte sie Kunst-, Musik- und Theater-Konzepte zu einer Darstellung afroamerikanischer Geschichte, für das sie das Leben von sieben Generationen ihrer Familie erforschte:

„Coin Coin ist eine Musik gewordene Hommage an die legendäre Marie Thérèze Coincoin. Sie lebte im Süden Louisianas und konnte sich im 19. Jahrhundert von ihrem Sklavinnendasein befreien. Für jedes Kapitel von Coin Coin hat Matana Roberts eine eigene Musik geschrieben, die von unterschiedlichen Bands interpretiert wird. Im ersten Kapitel mit dem Titel Gens de Couleur Libre setzt sich Matana Roberts mit der weiblichen Linie ihrer Vorfahren und der Musik im französischsprachigen Louisiana auseinander.“

 Innerhalb des Coin-Coin-Projekts sind zwölf Alben geplant, von denen bisher fünf erschienen sind (Gens de Couleur Libres 2011, Mississippi Moonchile 2013, River Run Thee 2015, Memphis 2019, In the Garden… 2023). 2016 veröffentlichte sie auf Bandcamp drei Solo-Aufnahmen unter dem Titel For Standing Rock, mit denen sie sich mit den Protesten gegen den Bau einer Öl-Pipeline unter dem Standing-Rock-Reservat solidarisierte.
Das Magazin Rolling Stone  wählte Coin Coin Chapter One: Gens De Couleurs Libre 2013 in seiner Liste Die 100 besten Jazz-Alben auf Platz 48.
2008 nominierte sie die Jazz Journalists Association für den Up and Coming Musician of the Year Award. Anfang 2010 war sie als Kuratorin im New Yorker Club The Stone tätig.
Sie ist seit 2016 mit dem Schlagzeuger Seb Rochford verheiratet.
Roberts identifiziert sich als nichtbinär.

## Diskographische Hinweise
- Sticks and Stones (481 music, 2002)
- Shed Grace (Thrill Jockey, 2003)
- The Calling (Utech, 2004)
- Lines for Lacy (s/r, 2006)
- The Chicago Project (Central Control International, 2008)
- Coin Coin Chapter One: Gens de couleur libres (Constellation, 2011)
- Live in London (Central Control International, 2011)
- Coin Coin Chapter Two: Mississippi Moonchile (Constellation, 2013)
- Matana Roberts / Sam Shalabi / Nicolas Caloia: Feldspar (Tour De Bras, 2014)
- Coin Coin Chapter Three: River Run Thee (Constellation, 2015)
- always. (Relative Pitch, 2015)
- Coin Coin Chapter Four: Memphis (Constellation, 2019)
- The Truth (2020), mit Pat Thomas
- Coin Coin Chapter Five: In the Garden… (Constellation, 2023)